# Planisferi celeste

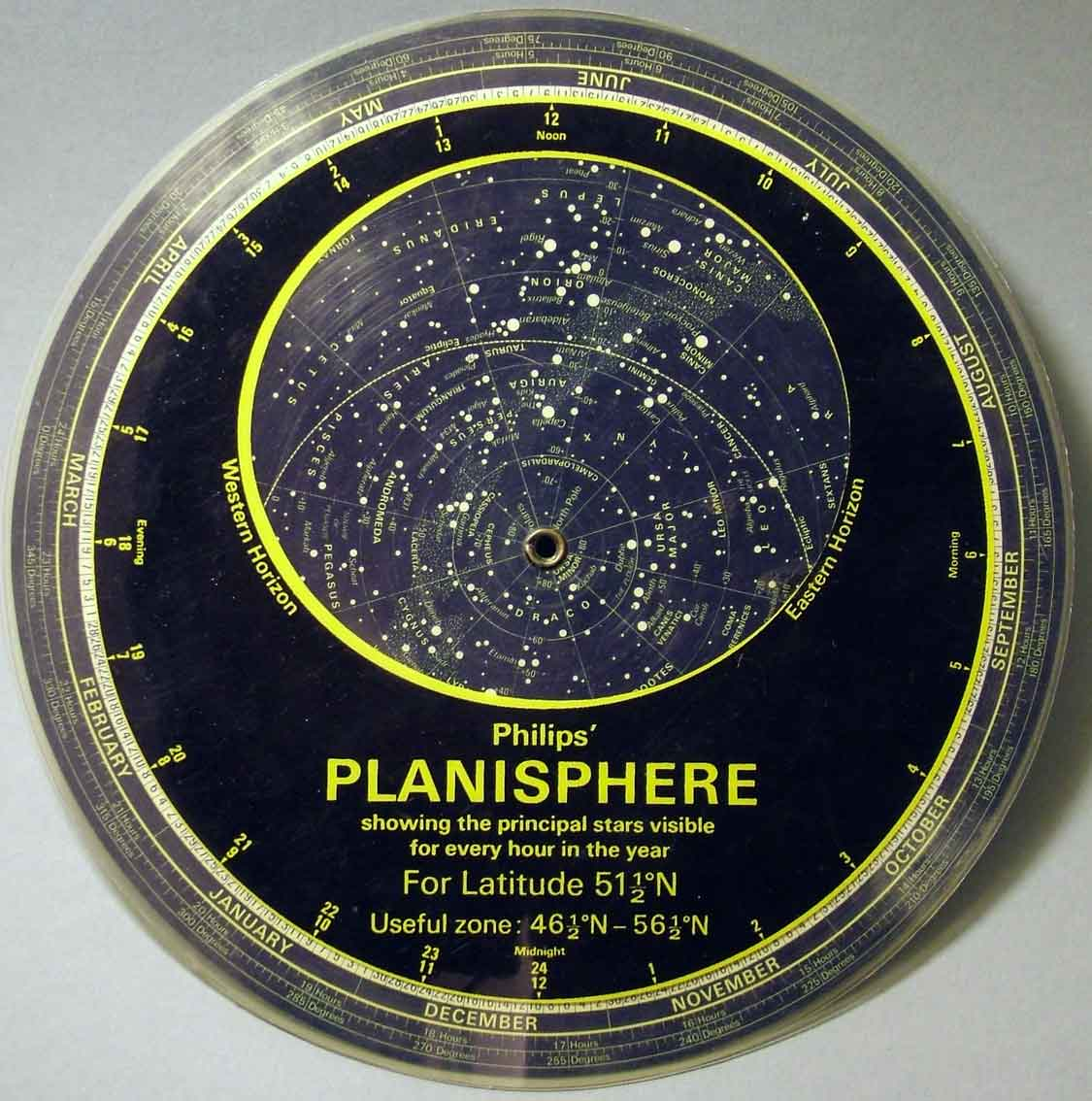
Planisferi celeste de plàstic.

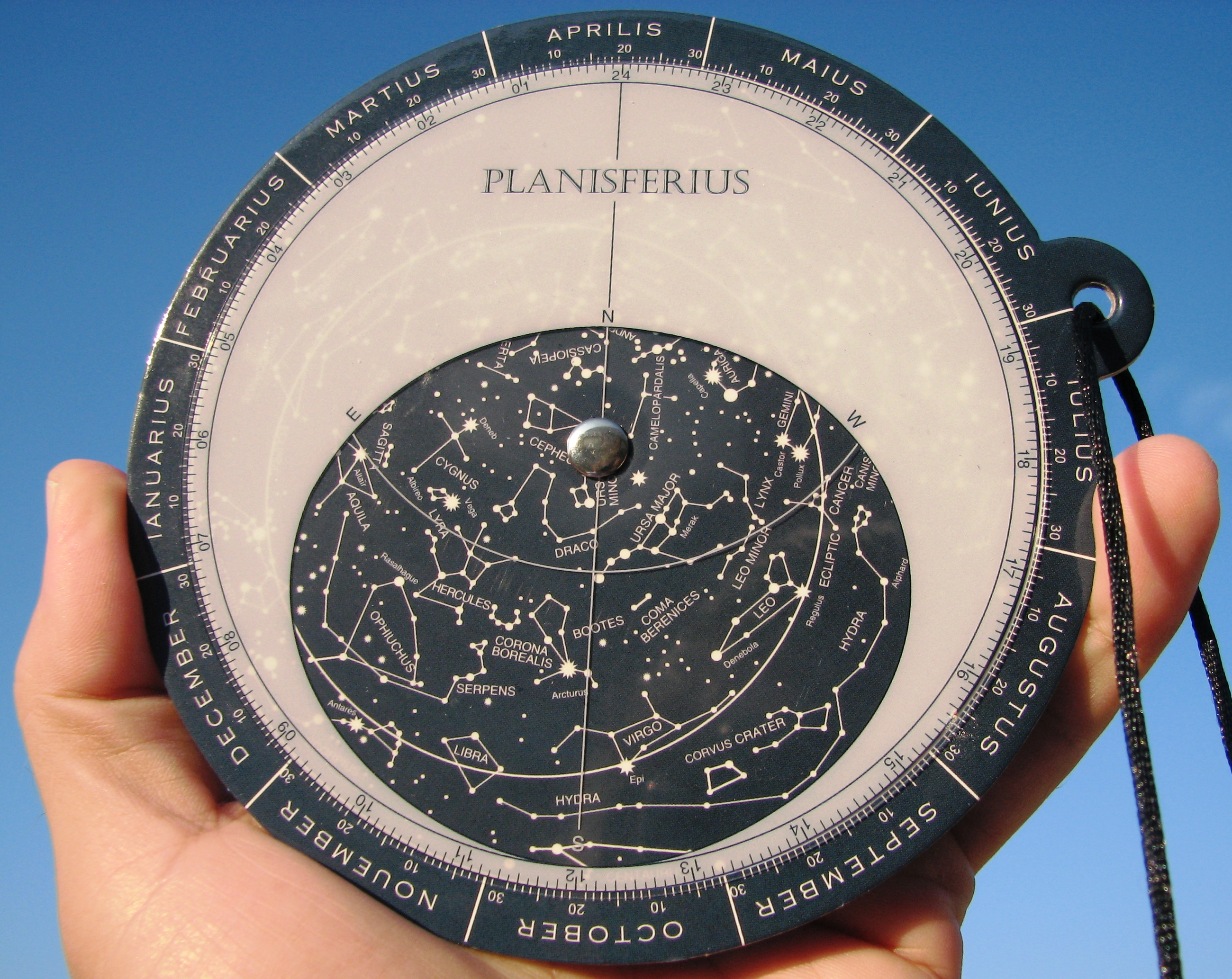
Planisferi celeste.

Un  planisferi celeste  és una carta estel·lar en forma de 2 discs ajustables que giren sobre un pivot comú. Pot ajustar-se per mostrar les estrelles visibles en un moment donat. S'empra per ajudar en el reconeixement d'estrelles i constel·lacions. L'astrolabi és un predecessor del modern planisferi.
Un planisferi consisteix en una carta estel·lar unida pel seu centre a una coberta opaca circular superposada, que conté una finestra el·líptica, de manera que només una porció del cel serà visible a través de la finestra en qualsevol moment donat.
Atès que el dia solar mitjà és aproximadament quatre minuts més llarg que el dia sideral, l'aspecte del cel s'anirà repetint cada dia aproximadament quatre minuts abans que el dia anterior, de manera que, després d'un any complet, l'aspecte del cel serà el mateix a la mateixa hora. Per aconseguir aquest efecte amb el planisferi, la coberta superposada pot rotar sobre la carta estel·lar sobre un pivot comú.
La carta estel·lar conté les estrelles més brillants, les constel·lacions i potser algun altre objecte còsmic visibles des de certes latituds a la terra.
Atès que el cel visible des de qualsevol punt geogràfic depèn de la latitud, les finestres dels planisferis estan dissenyades per mostrar el cel dins d'un interval donat de latituds. Sobre la vora de la coberta superposada es marca un cicle complet de vint hores, mentre que els dotze mesos de l'any figuren repartits al llarg de la vora de la carta estel·lar.
La finestra mostra al llarg de la seva vora, a més, els quatre punts cardinals.
El disc i la coberta estan ajustats de manera que el temps local de l'observador en una data donada correspongui a la data d'aquest dia a la carta estel·lar.
La porció visible de la coberta representa, amb alguna distorsió, la distribució de les estrelles al cel en aquest moment per a la latitud en què va ser dissenyat el planisferi.
Per portar la carta estel·lar al cel, el planisferi s'ha de mantenir sobre el cap, amb els horitzons orientals i occidentals correctament alineats.

## Història
La paraula «planisferi celeste» (o planisferium) significa "pla celeste", definit com el pla representant la volta estel·lar.
L'instrument va ser descrit per primera vegada al començament del segle xi per l'astrònom persa, Abū Rayhān al-Biruni.
El primer mapa de les estrelles en tenir el nom de «planisferi», va ser realitzat el 1624 pel fill polític de Johannes Kepler, Jacob Bartsch. Kepler va ser el descobridor de les lleis de Kepler del moviment planetari. Avui dia existeixen molts invents semblants aplicats a la navegació.

## Mètodes de projecció

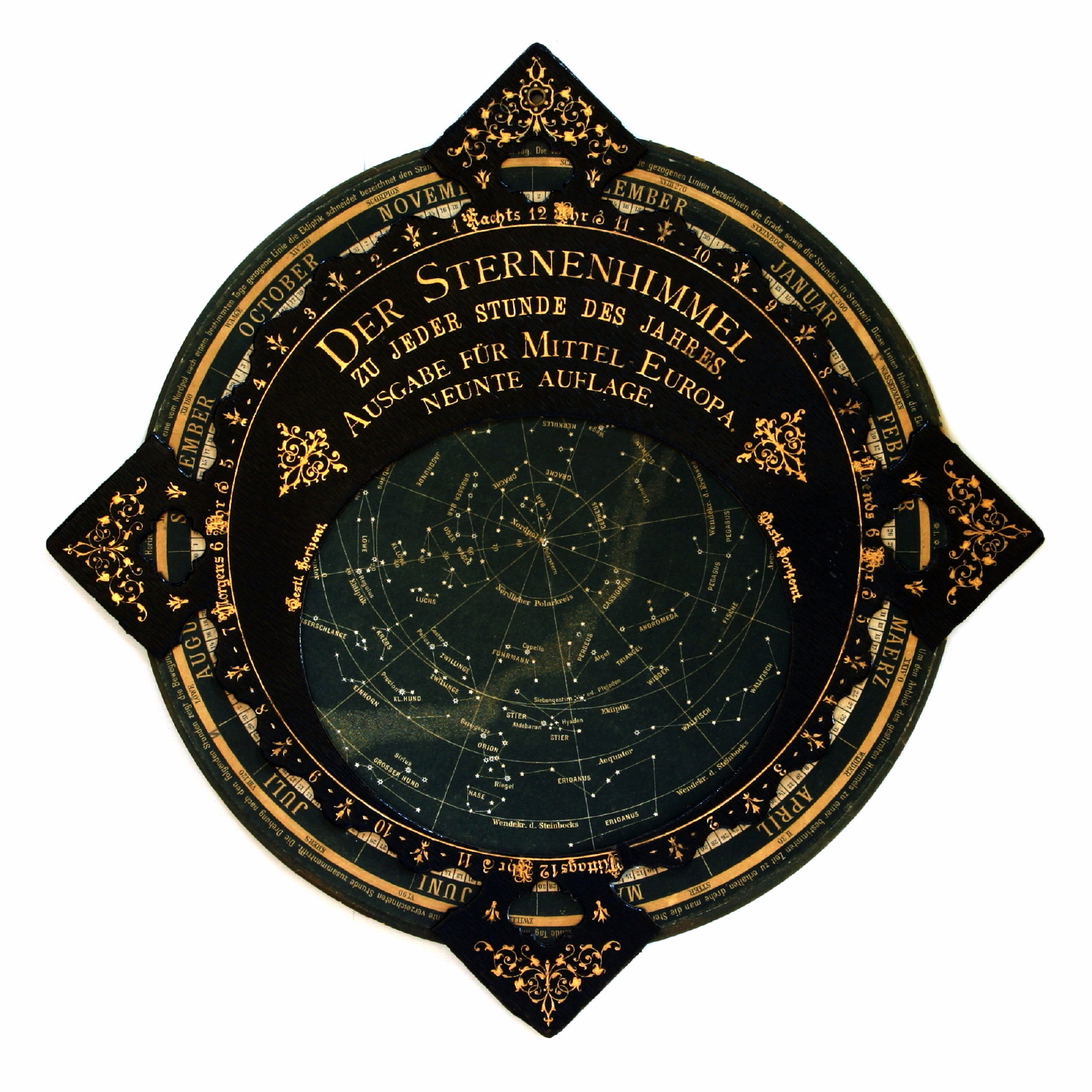
Planisferi, ca.1900

El planisferi mostra la projecció de l'esfera celeste sobre una superfície plana. Hi ha sempre, per tant, una considerable distorsió.
Hi ha dos mètodes de projecció que són usats regularment en els planisferis.

### Projecció azimutal equidistant polar
Usant aquesta projecció, el cel és dibuixat centrat en un dels pols celestes (polar), mentre que cercles d'igual declinació (per exemple, 60°, 30°, 0° - l'equador celeste - 30° i -60°) apareixen equidistants els uns dels altres i dels pols (equidistant). La forma de les constel·lacions és proporcionalment correcta en una línia recta des del centre cap a fora, però en angles rectes a aquesta direcció (paral·lel als cercles de declinació) hi ha una considerable distorsió, que s'incrementa en allunyar-nos del pol. Per exemple, si s'observa la famosa constel·lació d'Orió en aquesta projecció, comparant-la amb la constel·lació real, podrem observar clarament aquesta distorsió.

### Projecció estereogràfica
La projecció estereogràfica resol aquest problema. Usant aquesta projecció, les distàncies entre els cercles de declinació es van engrandint de manera que la forma de les constel·lacions roman inalterada. Naturalment, en aquesta projecció les constel·lacions a la vora s'engrandeixen en relació amb les que estan properes al pol celeste: Orion dobla la seva grandària comparat amb el que hauria, de forma anàloga a l'aspecte agegantat que ofereix Groenlàndia en la projecció Mercator.
Un altre desavantatge és que es redueix l'espai disponible per les constel·lacions properes al pol celeste. Per observadors a latituds moderades, que poden observar millor el cel prop del pol celeste que l'horitzó, aquesta pot ser una bona raó per preferir un planisferi de projecció azimutal equidistant polar.

## El disc superior
El disc superior conté un "horitzó" que defineix la part visible del cel en un moment donat, el que naturalment només cobreix la meitat del cel estrellat. Aquesta línia d'horitzó es veu distorsionada la major part del temps, de manera que també es veuen les constel·lacions una mica distorsionades. Es queda com una mena d'oval "col·lapsat". L'horitzó es dissenya per a una latitud particular i això determina l'àrea del cel que es veu en un determinat planisferi. Alguns planisferis més cars tenen diversos discos superiors que es poden intercanviar, o mostrats pel disquet superior més línies d'horitzó, per cobrir diferents latituds.
Quan es fa servir un planisferi en una latitud diferent de la usada per al seu disseny, l'usuari pot veure estrelles que no apareixen en el planisferi, o el planisferi mostrar estrelles que no són visibles des d'aquesta latitud. Per estudiar el cel estrellat a fons és preferible aconseguir un planisferi dissenyat per aquesta latitud en particular.
De tota manera la major part del temps no podrem veure la part del cel propera a l'horitzó a causa de la presència de turons, boscos, edificis, o simplement per al gruix de l'atmosfera a través del qual observem. Per exemple, és difícil que puguem veure estrelles (excepte objectes aïllats) en els 5° just per sobre de l'horitzó, excepte en les millors condicions atmosfèriques. Així que podrem utilitzar sense problema el mateix planisferi en un rang de latituds entre +5° i -5° al voltant de la latitud per a la qual s'ha dissenyat. Per exemple, un planisferi pensat per a una latitud de 40° nord es pot utilitzar entre 35° i 45° de latitud nord.

## Coordenades
Els planisferis necessaris representen d'alguna manera les coordenades celestes: l'ascensió recta i la declinació. Els planetes, asteroides i cometes tenen posicions que van canviant, així que es poden consultar les seves coordenades en algun almanac astronòmic, permetent la seva localització en el cel a través del planisferi.
Alguns planisferis utilitzen un marcador per separat per a la declinació, utilitzant el mateix punt de gir que el disc superior. Alguns planisferis tenen les coordenades de declinació impreses en el disc superior, al llarg de la línia que uneix nord i sud en l'horitzó. L'ascensió recta es representa a la vora, on també es poden trobar les dates per configurar el planisferi en una nit determinada.

## Usant un planisferi
Per utilitzar un planisferi, la coberta es gira fins que l'hora coincideixi amb la data desitjada. Per ajustar l'hora cal tenir en compte l'horari d'estiu. Així podrem veure, al mapa d'estrelles, a través de la finestra a la plantilla, les estrelles que són visibles en el cel d'aquesta nit en aquest moment. La plantilla també indica la posició del nord, o millor encara de tots els punts cardinals. Molts usuaris troben útil col·locar el planisferi per sobre del seu cap amb l'indicador del nord cap al nord veritable o el sud. En aquesta posició, és possible imaginar la projecció de les estrelles en el cel nocturn. Això permet una ràpida identificació de les constel·lacions i estrelles que són visibles en aquest moment. La carta no inclou les estrelles de l'hemisferi oposat, definit com l'àrea del cel amb la declinació, a valor absolut, més gran que la colatitud per als quals s'aplica el planisferi. Això és perquè sempre estan per sota de l'horitzó (vegeu la culminació). Quan manegem una mica més el planisferi ens adonarem que produeix el mateix cel estrellat durant molts dies de l'any, però en moments diferents.